# Kaunaská střední škola ve Veršvech
Kaunaská střední škola ve Veršvech (Kauno Veršvų vidurinė mokykla) je škola denního studia v Kaunasu (adresa: Mūšos g. 6, (městská čtvrť Veršvai); litevské IČO: 190135828) v Litvě, vykonávající učební programy základní, střední a nástavbové. Byla založena roku 1919 ve vsi Veršvai na západním okraji Kaunasu. V letech 1926 - 1937 se škola rozrostla a měla kolem 150 žáků. Byla založena školní knihovna. Po II. světové válce byla základní škola reorganizována na progymnazium, v roce 1949 byla nazvána 7. sedmiletá škola, v roce 1952 se stala 18. střední školou. V roce 1959 byla postavena nynější čtyřpodlažní (třípatrová) budova v ulici Mūšos č. 6. o kapacitě 1040 žáků/studentů. V roce 1969 zde vyučovalo 72 učitelů 1437 žáků. Vyučování probíhalo ve dvou směnách. V té době byl jedním z žáků také Romas Kalanta. V roce 1989, kdy začalo litevské obrození, byla škola přejmenována na Kauno Veršvų vidurinė mokykla (Kaunaská střední škola ve Veršvech), byla vytvořena a aprobována školní vlajka, bylo obnoveno školní historicko-vlastivědné muzeum. Od roku 1992 má škola filiálku. V roce 2010 má škola 79 učitelů.

## Ředitelé
- Od roku 2007: Jolanta Gulbinienė
- dřívější: Vygantas Gudėnas, Dėjus, H. Petruškevičius, Ščerbinskienė

## Žáci
- Romas Kalanta